# Girafon (automobile)
Cet article concerne la pièce automobile. Pour le petit de la girafe, voir Girafe.

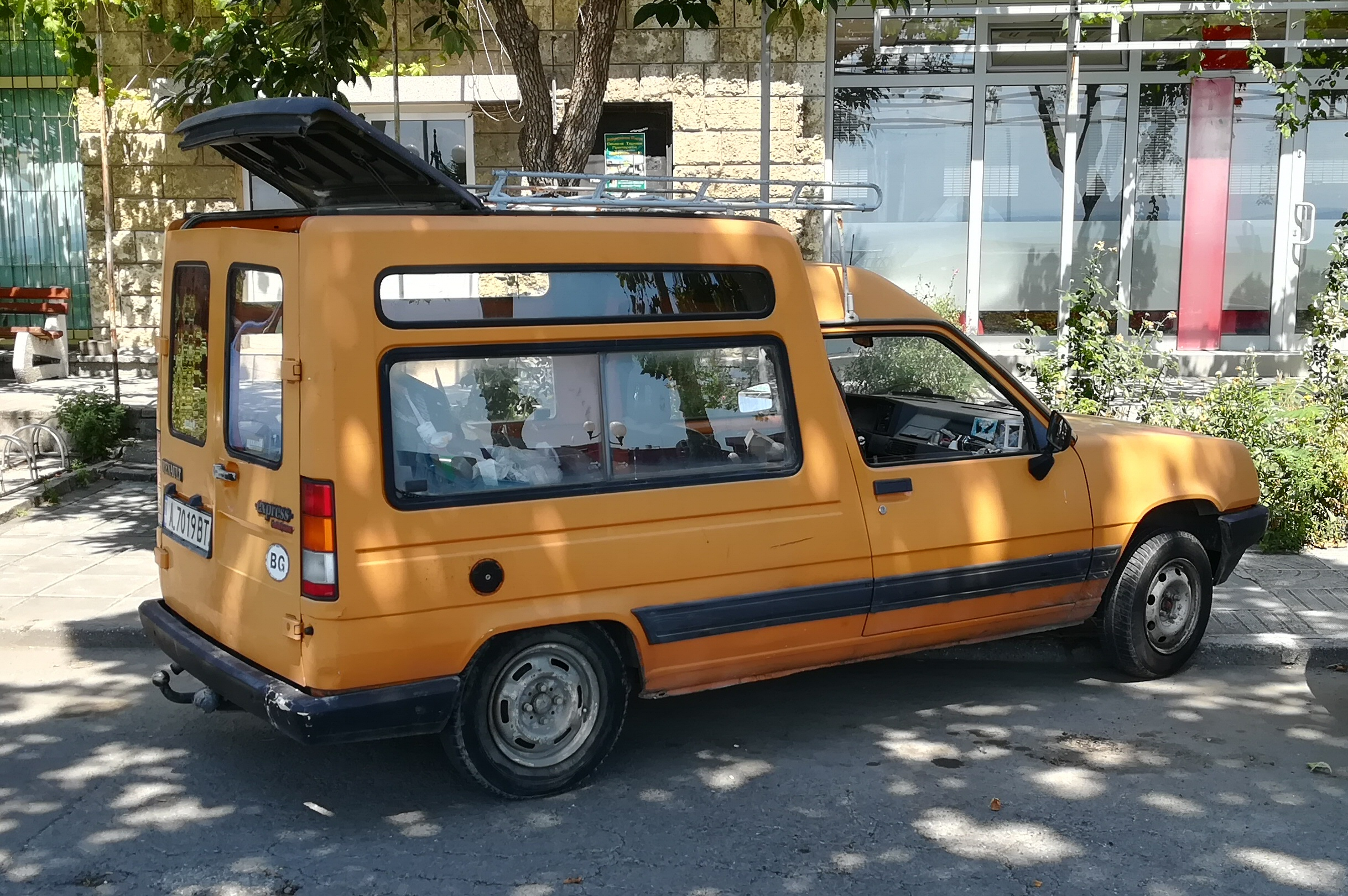
Un Renault Express I, avec son girafon ouvert.

Un girafon est une ouverture sur le toit d'une automobile, située au dessus de la porte arrière, permettant le chargement d’objets encombrants, particulièrement longs ou hauts. Ce dispositif est pour la première fois intégré sur la Renault 4 Fourgonnette, puis repris plus tard en option sur d'autres véhicules utilitaires légers.

## Historique

### Création

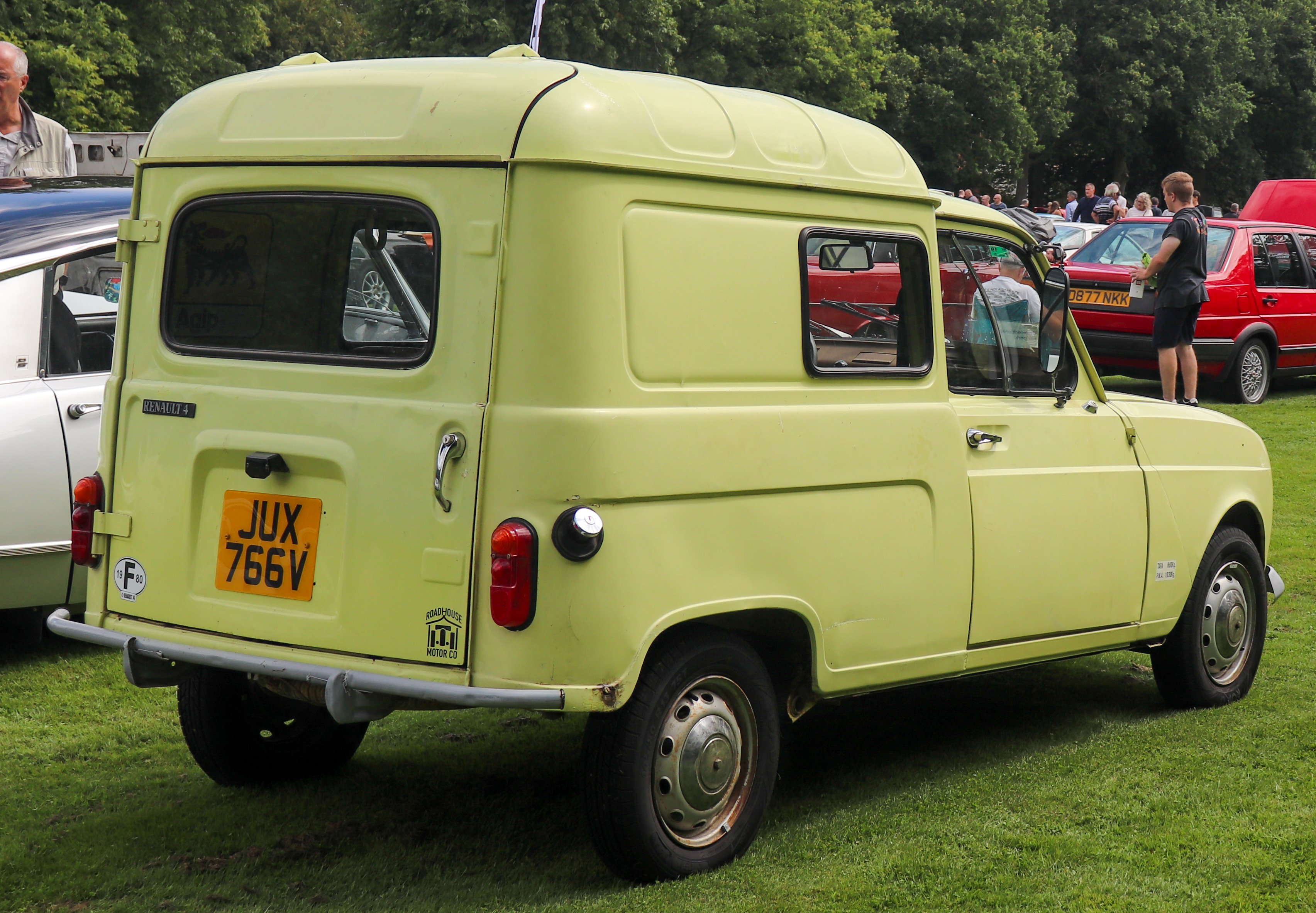
L'arrière d'une Renault 4 Fourgonnette F4, équipée du girafon.

Dans les années 1950, le constructeur automobile français Renault, alors propriété de l'État, s'efforce de populariser l'automobile au sortir de la Seconde Guerre mondiale. Bien que la Renault 4CV atteint un très fort succès, Citroën parvient à trouver son public dans les régions rurales avec la Citroën 2 CV, plus simple et abordable. Cette simplicité dans la conception permet alors à Citroën de décliner sa 2 CV en une version utilitaire, défiant directement la Juvaquatre de Renault. Pour répondre à cette concurrence, Renault introduit la Renault 4 en 1961, avec le moteur à avant, permettant le développement rapide d'une version « Fourgonnette », présentée dès décembre de la même année. Parmi les nombreux ajouts, Renault propose en option la « trappe de pavillon », une quatrième porte ayant la possibilité de rester ouverte avec la porte arrière fermée, permettant de charger de longs objets, comme une échelle. Le public donne à cette option le nom de « girafon », le petit de la girafe. Le girafon est ainsi mis en avant durant toute la carrière de la Renault 4 Fourgonnette, et les publicités de la marque mettent souvent en avant le petit de la girafe pour illustrer l'importante taille du coffre.

### Continuité

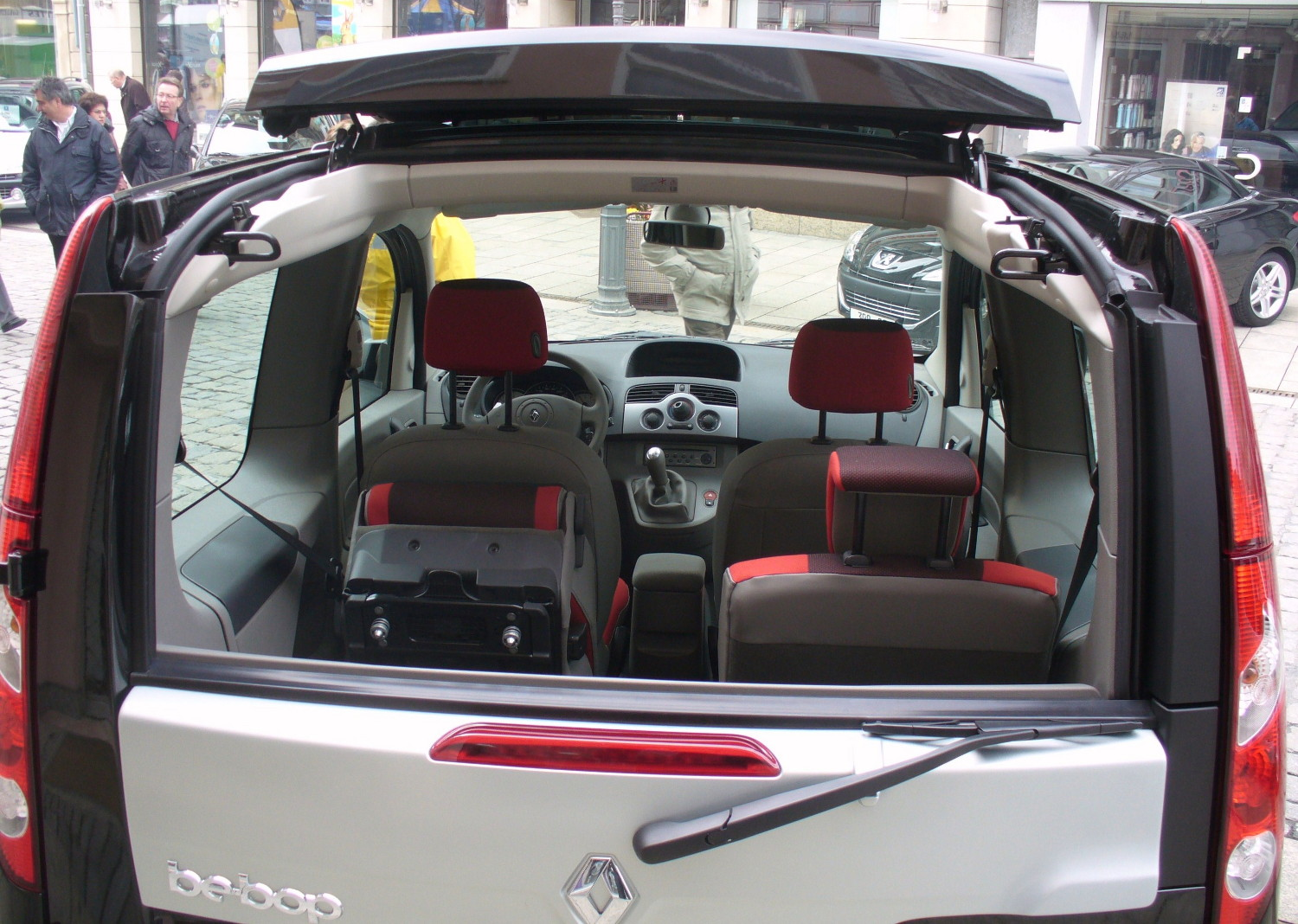
Girafon coulissant ouvert sur un Renault Kangoo II Be Bop.

En mars 1984, quand le constructeur Citroën dévoile le C15, Renault réagit en travaillant sur le remplaçant de la Renault 4 Fourgonnette. Basé sur la Supercinq, Renault commercialise en 1985 le Renault Express I, qui est naturellement proposé avec l'option girafon. Par la suite, les Renault Kangoo I et Kangoo II sont également équipés du girafon coulissant.